# Sportverein 1916 Sandhausen 2019-2020
Questa voce raccoglie le informazioni riguardanti lo Sportverein 1916 Sandhausen nelle competizioni ufficiali della stagione 2019-2020.

## Stagione
Nella stagione 2019-2020 il Sandhausen, allenato da Uwe Koschinat, concluse il campionato di 2. Bundesliga al 10º posto. In Coppa di Germania il Sandhausen fu eliminato al primo turno dal Borussia M'gladbach.

## Rosa
| N. |                        | Ruolo | Calciatore        |
| -- | ---------------------- | ----- | ----------------- |
| 1  | Austria (bandiera)     | P     | Martin Fraisl     |
| 2  | Russia (bandiera)      | D     | Aleksandr Žirov   |
| 4  | Paesi Bassi (bandiera) | D     | Jesper Verlaat    |
| 5  | Germania (bandiera)    | C     | Marlon Frey       |
| 6  | Germania (bandiera)    | C     | Denis Linsmayer   |
| 7  | Germania (bandiera)    | C     | Philip Türpitz    |
| 8  | Germania (bandiera)    | A     | Mario Engels      |
| 9  | Islanda (bandiera)     | C     | Rúrik Gíslason    |
| 10 | Germania (bandiera)    | C     | Julius Biada      |
| 11 | Marocco (bandiera)     | A     | Aziz Bouhaddouz   |
| 13 | Germania (bandiera)    | P     | Rick Wulle        |
| 14 | Germania (bandiera)    | D     | Tim Kister        |
| 15 | Germania (bandiera)    | P     | Philipp Heerwagen |
| 16 | Germania (bandiera)    | A     | Kevin Behrens     |

| N. |                      | Ruolo | Calciatore            |
| -- | -------------------- | ----- | --------------------- |
| 17 | Germania (bandiera)  | C     | Erik Zenga            |
| 18 | Germania (bandiera)  | D     | Dennis Diekmeier      |
| 19 | Kosovo (bandiera)    | D     | Leart Paqarada        |
| 20 | Germania (bandiera)  | C     | Emanuel Taffertshofer |
| 21 | Venezuela (bandiera) | C     | Enrique Peña          |
| 22 | Germania (bandiera)  | D     | Gerrit Nauber         |
| 23 | Germania (bandiera)  | D     | Markus Karl           |
| 24 | Germania (bandiera)  | D     | Philipp Klingmann     |
| 26 | Kosovo (bandiera)    | C     | Besar Halimi          |
| 27 | Germania (bandiera)  | C     | Robin Scheu           |
| 29 | Croazia (bandiera)   | C     | Ivan Paurević         |
| 30 | Germania (bandiera)  | D     | Sören Dieckmann       |
| 31 | Austria (bandiera)   | C     | Stefan Kulovits       |
| 39 | Germania (bandiera)  | D     | Roman Hauk            |

## Organigramma societario
Area tecnica
- Allenatore: Uwe Koschinat
- Allenatore in seconda: Gerhard Kleppinger
- Preparatore dei portieri: Daniel Ischdonat
- Preparatori atletici: Dirk Stelly

## Calciomercato

### Sessione estiva
| Acquisti | Acquisti          | Acquisti              | Acquisti |
| R.       | Nome              | da                    | Modalità |
| -------- | ----------------- | --------------------- | -------- |
| C        | Besar Halimi      | Brøndby               |          |
| P        | Philipp Heerwagen | Ingolstadt 04         |          |
| D        | Gerrit Nauber     | Sconosciuta           |          |
| C        | Ivan Paurević     | Ufa                   |          |
| C        | Julius Biada      | Kaiserslautern        |          |
| A        | Mirco Born        | Meppen                |          |
| A        | Aziz Bouhaddouz   | Al-Batin              |          |
| A        | Mario Engels      | Roda JC               |          |
| P        | Martin Fraisl     | Botoșani              |          |
| C        | Marlon Frey       | Jong PSV              |          |
| C        | Enrique Peña      | Borussia Dortmund U19 |          |
| C        | Robin Scheu       | Fortuna Colonia       |          |
| C        | Philip Türpitz    | Magdeburgo            |          |

| Cessioni | Cessioni           | Cessioni           | Cessioni |
| R.       | Nome               | a                  | Modalità |
| -------- | ------------------ | ------------------ | -------- |
| C        | Philipp Förster    | Stoccarda          |          |
| D        | Alexander Rossipal | Preußen Münster    |          |
| A        | Mirco Born         | FSV Francoforte    |          |
| A        | Nejmeddin Daghfous | Kickers Offenbach  |          |
| C        | Mohamed Gouaida    | Waldhof Mannheim   |          |
| C        | Maximilian Jansen  | Virton             |          |
| D        | Tim Knipping       | Jahn Ratisbona     |          |
| P        | Niklas Lomb        | Bayer Leverkusen   |          |
| A        | Fabian Schleusener | Friburgo           |          |
| P        | Marcel Schuhen     | Darmstadt          |          |
| C        | Korbinian Vollmann | Hansa Rostock      |          |
| A        | Andrew Wooten      | Philadelphia Union |          |
| P        | Rick Wulle         | Sandhausen II      |          |

### Sessione invernale
| Acquisti | Acquisti | Acquisti | Acquisti |
| R.       | Nome     | da       | Modalità |
| -------- | -------- | -------- | -------- |

| Cessioni | Cessioni     | Cessioni     | Cessioni |
| R.       | Nome         | a            | Modalità |
| -------- | ------------ | ------------ | -------- |
| C        | Felix Müller | Unterhaching |          |

## Risultati

### 2. Bundesliga

#### Girone di andata
| Arbitro: | Stieler |

|           |           |            |
| Iyoha 52’ | Marcatori | 4’ Behrens |

| Arbitro: | Badstübner |

|  |           |             |
|  | Marcatori | 78’ Álvarez |

| Arbitro: | Kampka |

|                                    |           |                       |
| Engels 25’ Behrens 35’ Türpitz 89’ | Marcatori | 45’ Kerk 70’ Sørensen |

| Arbitro: | Willenborg |

|  |           |                                |
|  | Marcatori | 60’ (rig.) Förster 63’ Behrens |

| Arbitro: | Pfeifer |

|           |           |  |
| Zenga 47’ | Marcatori |  |

| Arbitro: | Zwayer |

|              |           |  |
| Stiefler 57’ | Marcatori |  |

| Arbitro: | Müller |

|                |           |              |
| Bouhaddouz 88’ | Marcatori | 57’ Ganvoula |

| Arbitro: | Jöllenbeck |

|                        |           |  |
| Becker 8’ Gyökeres 45’ | Marcatori |  |

| Arbitro: | Günsch |

|                            |           |                                     |
| Bouhaddouz 16’ Behrens 26’ | Marcatori | 5’ (aut.) Žirov 77’ (rig.) Testroet |

| Arbitro: | Siewer |

|              |           |  |
| Grüttner 58’ | Marcatori |  |

| Sandhausen 28 ottobre 2019, ore 20:30 CET 11ª giornata | Sandhausen | 0 – 0 referto | Wehen Wiesbaden | Hardtwaldstadion (5 965 spett.)\| Arbitro: \| Koslowski \| |
| Arbitro:                                               | Koslowski  |               |                 |                                                            |

| Arbitro: | Storks |

|             |           |                |
| Weydandt 7’ | Marcatori | 62’ Bouhaddouz |

| Arbitro: | Pfeifer |

|                                        |           |                      |
| Behrens 45’ (rig.), 64’ Bouhaddouz 90’ | Marcatori | 14’ Green 52’ Hrgota |

| Arbitro: | Winkmann |

|            |           |             |
| Clauss 19’ | Marcatori | 31’ Behrens |

| Arbitro: | Osmers |

|                    |           |                   |
| Bouhaddouz 1’, 24’ | Marcatori | 89’ (rig.) Mvumpa |

| Arbitro: | Cortus |

|               |           |           |
| Jeremejeff 5’ | Marcatori | 30’ Scheu |

| Arbitro: | Aytekin |

|           |           |                |
| Žirov 39’ | Marcatori | 75’ Hinterseer |

#### Girone di ritorno
| Arbitro: | Fritz |

|                       |           |                     |
| Engels 53’ Halimi 54’ | Marcatori | 11’ Özcan 75’ Iyoha |

| Arbitro: | Gerach |

|            |           |                                      |
| Ajdini 46’ | Marcatori | 45’ (rig.) Paqarada 60’, 83’ Behrens |

| Arbitro: | Thomsen |

|                   |           |  |
| Frey 12’ Hack 52’ | Marcatori |  |

| Arbitro: | Winter |

|  |           |                 |
|  | Marcatori | 16’ Kleindienst |

| Arbitro: | Kempkes |

|          |           |  |
| Höhn 59’ | Marcatori |  |

| Arbitro: | Petersen |

|  |           |                            |
|  | Marcatori | 12’ Gondorf 22’ Ben-Hatira |

| Arbitro: | Pfeifer |

|                                       |           |                                                      |
| Blum 6’ (rig.), 8’, 49’ Osei-Tutu 65’ | Marcatori | 13’, 44’ Biada 85’ (rig.) Behrens 90’ (rig.) Türpitz |

| Arbitro: | Rohde |

|                              |           |                              |
| Behrens 45’ (rig.) Scheu 63’ | Marcatori | 28’ Gyökeres 78’ Diamantakos |

| Arbitro: | Badstübner |

|                                            |           |           |
| Nəzərov 5’ (rig.) Krüger 64’ Cacutalua 69’ | Marcatori | 80’ Biada |

| Sandhausen 23 maggio 2020, ore 13:00 CEST 27ª giornata | Sandhausen | 0 – 0 referto | Jahn Ratisbona | Hardtwaldstadion (0 spett.)\| Arbitro: \| Schlager \| |
| Arbitro:                                               | Schlager   |               |                |                                                       |

| Arbitro: | Alt |

|  |           |               |
|  | Marcatori | 45’ Diekmeier |

| Arbitro: | Aytekin |

|                                  |           |              |
| Biada 51’ Nauber 56’ Türpitz 82’ | Marcatori | 58’ Guidetti |

| Arbitro: | Jöllenbeck |

|                |           |                              |
| Keita-Ruel 71’ | Marcatori | 15’ (rig.) Behrens 39’ Biada |

| Sandhausen 12 giugno 2020, ore 18:30 CEST 31ª giornata | Sandhausen | 0 – 0 referto | Arminia Bielefeld | Hardtwaldstadion (0 spett.)\| Arbitro: \| Aarnink \| |
| Arbitro:                                               | Aarnink    |               |                   |                                                      |

| Arbitro: | Alt |

|                                                                     |           |          |
| González 12’, 31’ (rig.) Castro 20’ Kister 28’ (aut.) Ghaddioui 90’ | Marcatori | 68’ Peña |

| Arbitro: | Kempter |

|  |           |              |
|  | Marcatori | 90’ Hartmann |

| Arbitro: | Willenborg |

|                 |           |                                                                           |
| Hunt 62’ (rig.) | Marcatori | 13’ (aut.) van Drongelen 21’, 84’ (rig.) Behrens 88’ Engels 90’ Diekmeier |

### Coppa di Germania
| Arbitro: | Hartmann |

|  |           |            |
|  | Marcatori | 19’ Thuram |

## Statistiche

### Statistiche di squadra
| Competizione      | Punti | In casa | In casa | In casa | In casa | In casa | In casa | In trasferta | In trasferta | In trasferta | In trasferta | In trasferta | In trasferta | Totale | Totale | Totale | Totale | Totale | Totale | DR |
| Competizione      | Punti | G       | V       | N       | P       | Gf      | Gs      | G            | V            | N            | P            | Gf           | Gs           | G      | V      | N      | P      | Gf     | Gs     | DR |
| ----------------- | ----- | ------- | ------- | ------- | ------- | ------- | ------- | ------------ | ------------ | ------------ | ------------ | ------------ | ------------ | ------ | ------ | ------ | ------ | ------ | ------ | -- |
| 2. Bundesliga     | 43    | 17      | 5       | 8       | 4       | 20      | 19      | 17           | 5            | 5            | 7            | 23           | 26           | 34     | 10     | 13     | 11     | 43     | 45     | -2 |
| Coppa di Germania | -     | 1       | 0       | 0       | 1       | 0       | 1       | 0            | 0            | 0            | 0            | 0            | 0            | 1      | 0      | 0      | 1      | 0      | 1      | -1 |
| Totale            | 43    | 18      | 5       | 8       | 5       | 20      | 20      | 17           | 5            | 5            | 7            | 23           | 26           | 35     | 10     | 13     | 12     | 43     | 46     | -3 |

### Andamento in campionato
| Giornata  | 1 | 2  | 3  | 4 | 5 | 6 | 7 | 8 | 9 | 10 | 11 | 12 | 13 | 14 | 15 | 16 | 17 | 18 | 19 | 20 | 21 | 22 | 23 | 24 | 25 | 26 | 27 | 28 | 29 | 30 | 31 | 32 | 33 | 34 |
| --------- | - | -- | -- | - | - | - | - | - | - | -- | -- | -- | -- | -- | -- | -- | -- | -- | -- | -- | -- | -- | -- | -- | -- | -- | -- | -- | -- | -- | -- | -- | -- | -- |
| Luogo     | T | C  | C  | T | C | T | C | T | C | T  | C  | T  | C  | T  | C  | T  | C  | C  | T  | T  | C  | T  | C  | T  | C  | T  | C  | T  | C  | T  | C  | T  | C  | T  |
| Risultato | N | P  | V  | V | V | P | N | P | N | P  | N  | N  | V  | N  | V  | N  | N  | N  | V  | P  | P  | P  | P  | N  | N  | P  | N  | V  | V  | V  | N  | P  | P  | V  |
| Posizione | 7 | 13 | 11 | 4 | 3 | 6 | 5 | 8 | 8 | 11 | 13 | 10 | 8  | 9  | 7  | 8  | 9  | 9  | 8  | 10 | 10 | 11 | 11 | 14 | 13 | 14 | 14 | 14 | 11 | 11 | 10 | 12 | 12 | 10 |

Legenda:

Luogo: C = Casa; T = Trasferta. Risultato: V = Vittoria; N = Pareggio; P = Sconfitta.

### Statistiche dei giocatori
| Giocatore        | 2. Bundesliga | 2. Bundesliga | 2. Bundesliga | 2. Bundesliga | Coppa di Germania | Coppa di Germania | Coppa di Germania | Coppa di Germania | Totale   | Totale | Totale      | Totale     |
| Giocatore        | Presenze      | Reti          | Ammonizioni   | Espulsioni    | Presenze          | Reti              | Ammonizioni       | Espulsioni        | Presenze | Reti   | Ammonizioni | Espulsioni |
| ---------------- | ------------- | ------------- | ------------- | ------------- | ----------------- | ----------------- | ----------------- | ----------------- | -------- | ------ | ----------- | ---------- |
| K. Behrens       | 32            | 14            | 7             | 0             | 1                 | 0                 | 1                 | 0                 | 33       | 14     | 8           | 0          |
| J. Biada         | 23            | 5             | 7             | 0             | 0                 | 0                 | 0                 | 0                 | 23       | 5      | 7           | 0          |
| A. Bouhaddouz    | 26            | 6             | 2             | 0             | 0                 | 0                 | 0                 | 0                 | 26       | 6      | 2           | 0          |
| D. Contento      | 0             | 0             | 0             | 0             | 0                 | 0                 | 0                 | 0                 | 0        | 0      | 0           | 0          |
| S. Dieckmann     | 3             | 0             | 0             | 0             | 0                 | 0                 | 0                 | 0                 | 3        | 0      | 0           | 0          |
| D. Diekmeier     | 33            | 2             | 3             | 1             | 1                 | 0                 | 0                 | 0                 | 34       | 2      | 3           | 1          |
| M. Engels        | 24            | 3             | 3             | 0             | 1                 | 0                 | 0                 | 0                 | 25       | 3      | 3           | 0          |
| M. Fraisl        | 34            | 0             | 3             | 0             | 1                 | 0                 | 0                 | 0                 | 35       | 0      | 3           | 0          |
| M. Frey          | 25            | 0             | 1             | 0             | 1                 | 0                 | 0                 | 0                 | 26       | 0      | 1           | 0          |
| P. Förster       | 5             | 1             | 2             | 0             | 1                 | 0                 | 1                 | 0                 | 6        | 1      | 3           | 0          |
| B. Grawe         | 0             | 0             | 0             | 0             | 0                 | 0                 | 0                 | 0                 | 0        | 0      | 0           | 0          |
| R. Gíslason      | 13            | 0             | 2             | 0             | 1                 | 0                 | 0                 | 0                 | 14       | 0      | 2           | 0          |
| B. Halimi        | 14            | 1             | 4             | 0             | 0                 | 0                 | 0                 | 0                 | 14       | 1      | 4           | 0          |
| R. Hauk          | 1             | 0             | 0             | 0             | 0                 | 0                 | 0                 | 0                 | 1        | 0      | 0           | 0          |
| P. Heerwagen     | 0             | 0             | 0             | 0             | 0                 | 0                 | 0                 | 0                 | 0        | 0      | 0           | 0          |
| M. Karl          | 0             | 0             | 0             | 0             | 0                 | 0                 | 0                 | 0                 | 0        | 0      | 0           | 0          |
| T. Kister        | 14            | 0             | 2             | 0             | 0                 | 0                 | 0                 | 0                 | 14       | 0      | 2           | 0          |
| P. Klingmann     | 3             | 0             | 0             | 0             | 0                 | 0                 | 0                 | 0                 | 3        | 0      | 0           | 0          |
| S. Kulovits      | 0             | 0             | 0             | 0             | 0                 | 0                 | 0                 | 0                 | 0        | 0      | 0           | 0          |
| D. Linsmayer     | 30            | 0             | 4             | 0             | 1                 | 0                 | 1                 | 0                 | 31       | 0      | 5           | 0          |
| G. Nauber        | 31            | 1             | 7             | 0             | 1                 | 0                 | 0                 | 0                 | 32       | 1      | 7           | 0          |
| L. Paqarada      | 32            | 1             | 9             | 0             | 1                 | 0                 | 0                 | 0                 | 33       | 1      | 9           | 0          |
| I. Paurević      | 20            | 0             | 4             | 1             | 0                 | 0                 | 0                 | 0                 | 20       | 0      | 4           | 1          |
| E. Peña          | 5             | 1             | 1             | 0             | 0                 | 0                 | 0                 | 0                 | 5        | 1      | 1           | 0          |
| A. Rossipal      | 0             | 0             | 0             | 0             | 0                 | 0                 | 0                 | 0                 | 0        | 0      | 0           | 0          |
| N. Röseler       | 0             | 0             | 0             | 0             | 0                 | 0                 | 0                 | 0                 | 0        | 0      | 0           | 0          |
| R. Scheu         | 25            | 2             | 6             | 0             | 1                 | 0                 | 1                 | 0                 | 26       | 2      | 7           | 0          |
| E. Taffertshofer | 15            | 0             | 6             | 0             | 0                 | 0                 | 0                 | 0                 | 15       | 0      | 6           | 0          |
| P. Türpitz       | 26            | 3             | 0             | 0             | 1                 | 0                 | 0                 | 0                 | 27       | 3      | 0           | 0          |
| J. Verlaat       | 3             | 0             | 1             | 0             | 0                 | 0                 | 0                 | 0                 | 3        | 0      | 1           | 0          |
| R. Wulle         | 1             | 0             | 0             | 0             | 0                 | 0                 | 0                 | 0                 | 1        | 0      | 0           | 0          |
| E. Zenga         | 11            | 1             | 2             | 1             | 1                 | 0                 | 0                 | 0                 | 12       | 1      | 2           | 1          |
| A. Žirov         | 33            | 1             | 2             | 0             | 1                 | 0                 | 0                 | 0                 | 34       | 1      | 2           | 0          |